# شبکه مازه‌ای
مازه  یا شبکهٔ مازه‌ای (ستون‌فقراتی) (به انگلیسی: Backbone Network) بخشی از زیر ساخت یک شبکه رایانه‌ای است که قطعه‌های مختلف شبکه را به هم وصل می‌کند و مسیری برای مبادله اطلاعات بین شبکه‌های محلی و زیرشبکه‌های مختلف را ارائه می‌کند. یک ستون فقرات شبکه‌های گوناگونی را که در یک ساختمان، در ساختمان‌های مختلف، در کل محوطه یا در ناحیه گسترده جغرافیایی قرار دارند به یکدیگر گره می‌زند. معمولاً ظرفیت ستون فقرات از شبکه‌هایی که به آن متصل اند بیشتر است.
یک سازمان بزرگ که در مکانهای جغرافیایی متعددی گسترده‌است می‌تواند با استفاده از یک شبکه ستون فقرات، این مکانها را به هم متصل نماید. مثلاً اگر قرار باشد که یک خوشه سرور مورد استفاده دپارتمانهایی قرار گیرد که در مکانهای جغرافیایی متفاوتی از سرور قرار دارند، بخشهایی از اتصالات شبکه‌ای که این دپارتمانها را به یکدیگر متصل می‌سازد، ستون فقرات گفته می‌شود. در هنگام طراحی ستون فقرات باید ازدحام شبکه را در نظر گرفت.
شبکه‌های ستون فقرات نباید با ستون فقرات اینترنت اشتباه شود.